# Apologia da Confissão de Augsburgo
A Apologia da Confissão de Augsburgo foi escrita por Filipe Melâncton, durante e após a Dieta de Augsburgo, de 1530, como resposta à Refutação Pontifícia da Confissão de Augsburgo. Carlos V remeteu a resposta católica oficial à luterana Confissão de Augsburgo, de 25 de junho de 1530. Ela foi concebida para ser uma defesa da Confissão de Augsburgo e uma refutação da Refutação Pontifícia. Foi assinada como uma confissão de fé, conduzindo os magnatas e o clero luterano na reunião da Liga de Esmalcalda, em fevereiro de 1537, e, posteriormente, incluída nas versões alemã [1580] e latina [1584] do Livro de Concórdia. Como o documento mais longo do Livro de Concórdia, oferece de forma mais detalhada as respostas luteranas daquele dia ao catolicismo romano, bem como uma extensa exposição luterana da doutrina da Justificação.

## Conteúdo

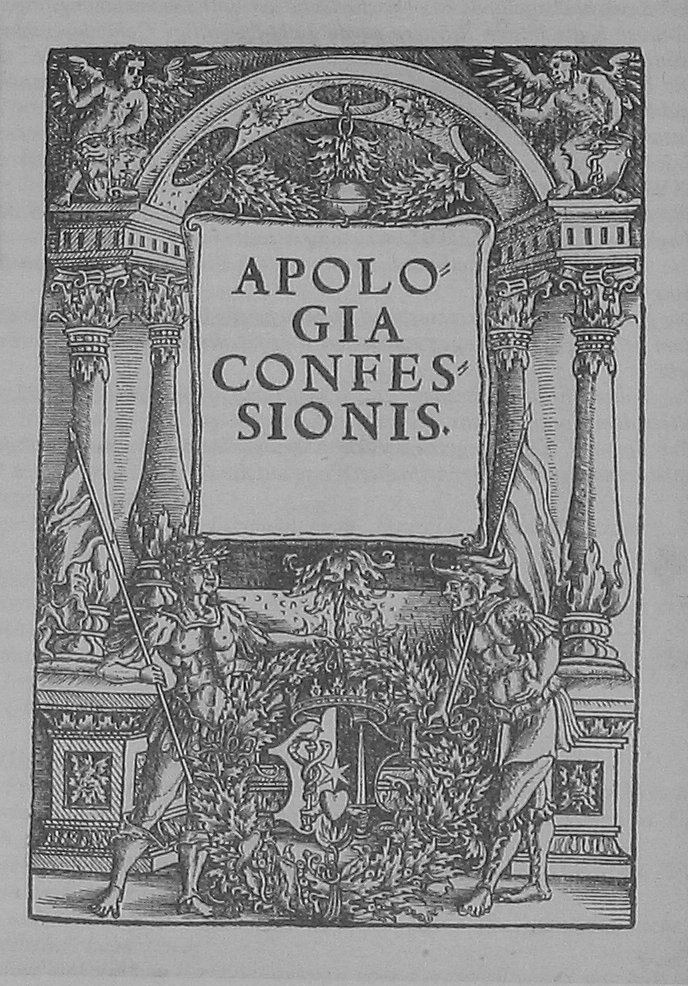
Página do título Apologia Confessionis (1531)

As principais seções da Apologia estão listadas abaixo, juntamente com o artigo da Confissão de Augsburgo que Melâncton defende.
1. A respeito do Pecado Original — Artigo II
2. A respeito da Justificação — Artigo IV
3. A respeito do Amor e do Cumprimento da Lei
4. A respeito da Igreja — Artigos VII e VIII
5. A respeito do Arrependimento — Artigo XII
6. A respeito da Confissão e Absolvição
7. A respeito do Número e da Utilização dos Sacramentos — Artigo XIII
8. A respeito das Tradições Humanas na Igreja — Artigo XV
9. A respeito da Invocação dos Santos — Artigo XXI
10. A respeito das Duas Espécies na Eucaristia — Artigo XXII
11. A respeito do Casamento de Sacerdotes — Artigo XXIII
12. A respeito da Missa — Artigo XXIV
13. A respeito dos Votos Monásticos — Artigo XXVII
14. A respeito do Poder Eclesiástico — Artigo XXVIII
Ele também se refere a alguns dos outros artigos da Confissão de Augsburgo, que não necessitam de uma ampla defesa. Estes artigos são I, III, XVI, XVII, XVIII, XIX e XX.

## Problemas Textuais
A primeira edição da Apologia da Confissão de Augsburgo foi publicada entre o final de abril e o início de maio de 1531, no formato de quarto. Melâncton continuou a revisá-lo, especialmente no artigo sobre a justificação, e emitiu uma segunda edição, em setembro de 1531, que foi publicada no formato octavo. Alguns estudiosos acreditam que a segunda edição é a melhor edição da Apologia. A coleção formal de confissões da Igreja Luterana, no Livro de Concórdia, referem-se à primeira edição da Apologia, quando é citada na Declaração Sólida da Fórmula de Concórdia. A edição germânica de 1580 do Livro de Concórdia usou a tradução da Apologia preparada por Justus Jonas, que que a declarou livremente baseada na edição posterior de Melâncton. A edição latina, de 1584, do Livro de Concórdia usa a primeira edição (editio princeps) da Apologia, seguindo a decisão tomada pelos domínios luteranos e governantes na Dieta de Naumburgo, em 1560, de usar apenas esta edição.
A questão de qual é o "texto oficial" da Apologia surge em conexão com a tradução inglesa do texto, na "Edição Kolb-Wengert", de 2000, de O Livro de Concórdia. Os tradutores e editores desta edição fizeram da edição em octavo a principal fonte para a sua tradução em inglês, porque eles acreditam ser a "versão oficial " da Apologia. Eles incluíram traduções inglesas de leituras variantes da edição em quarto em itálico. Estudiosos questionam se este texto poderia ser a atual confissão luterana, especialmente desde que  foi a edição in quarto, que foi deliberadamente incluída na versão oficial latina de 1584 do Livro de Concórdia até a exclusão da edição em octavo. Todas as outras traduções inglesas do Livro de Concórdia utilizam a edição em quarto.